# Liste der saarländischen Mitglieder der Parlamentarischen Versammlung des Europarats
Die Liste der saarländischen Mitglieder der Parlamentarischen Versammlung des Europarates listet alle saarländischen ordentlichen Mitglieder und Ersatzmitglieder der Parlamentarischen Versammlung des Europarates des unabhängigen Saarlandes zum Europarat. Das Saarland wurde am 13. Mai 1950 als assoziierendes Mitglied des Europarats aufgenommen, Vollmitglied wurde es am 2. Mai 1951 und blieb es bis zur Eingliederung in die Bundesrepublik Deutschland am 1. Januar 1957.

## Ordentliche Mitglieder und Ersatzmitglieder
| Name               | Geburtsdatum  | Todesdatum    | von  | bis  | Anmerkung                             |
| ------------------ | ------------- | ------------- | ---- | ---- | ------------------------------------- |
| Erwin Albrecht     | 21. Feb. 1900 | 26. Juni 1985 | 1956 | 1956 |                                       |
| Richard Becker     | 10. Okt. 1884 | 11. Apr. 1969 | 1956 | 1956 |                                       |
| Heinz Braun        | 10. Apr. 1888 | 22. Dez. 1962 | 1950 | 1955 |                                       |
| Alfons Dawo        | 22. Apr. 1895 | 20. Juli 1968 | 1953 | 1956 | Ersatzmitglied                        |
| Norbert Engel      | 27. Aug. 1921 | 21. Apr. 2009 | 1956 | 1956 |                                       |
| Irmgard Fuest      | 6. Sep. 1903  | 22. Juni 1980 | 1950 | 1956 | Ersatzmitglied                        |
| Richard Kirn       | 23. Okt. 1902 | 4. Apr. 1988  | 1950 | 1955 | Ersatzmitglied                        |
| Josef Kurtz        | 29. Jan. 1903 | 29. Aug. 1970 | 1953 | 1956 | Ersatzmitglied bis 15. September 1953 |
| Erwin Müller       | 18. März 1906 | 27. Feb. 1968 | 1950 | 1955 |                                       |
| Franz-Josef Röder  | 22. Juli 1909 | 26. Juli 1979 | 1956 | 1956 | Ersatzmitglied                        |
| Heinrich Schneider | 22. Feb. 1907 | 12. Jan. 1974 | 1956 | 1956 | Ersatzmitglied                        |
| Nikolaus Schreiner | 24. Juni 1914 | 5. Dez. 2007  | 1956 | 1956 | Ersatzmitglied                        |
| Franz Singer       | 8. Sep. 1898  | 22. Juli 1953 | 1950 | 1953 |                                       |
| Emil Straus        | 7. Sep. 1899  | 4. Juli 1985  | 1950 | 1953 | Ersatzmitglied                        |